# О’Коннор, Томас Пауэр
Томас Пауэр О’Коннор (англ. Thomas Power O'Connor; 5 октября 1848, Атлон, Уэстмит, Ленстер, Ирландия — 18 ноября 1929, Вестминстер, Лондон, Англия, Великобритания), известный как Т. П. О'Коннор (англ. T. P. O'Connor) и иногда как Тэй Пэй (англ. Tay Pay; имитируя ирландское произношение инициалов Т. П.) — британский ирландский националистический политик и журналист, который в течение почти полувека (49 лет и 215 дней) был членом Палаты общин Соединённого Королевства Великобритании и Ирландии.

## Биография
Томас Пауэр О'Коннор родился 5 октября 1848 года в городе Атлон ирландского графство Уэстмит. Он был старшим сыном Томаса О'Коннора, владельца магазина в Атлоне, и его жены Терезы (урождённой Пауэр), дочери унтер-офицера Коннахтских рейнджеров. Его семья традиционно поддерживала Либеральную партию. О'Коннор-младший закончил католическую школу Колледж Непорочного Зачатия в Атлоне и Королевский колледж Голуэя, где выиграл стипендии по истории и современным языкам и создал себе репутацию оратора, став аудитором Литературного и дискуссионного общества колледжа.
С 1867 года О'Коннор безуспешно пытался получить должность на гражданской службе, прежде чем стал работать в Королевской ирландской полиции в качестве помощника репортёра о националистических политических демонстрациях.

### Карьера журналиста
В 1867 году О'Коннор занялся журналистикой в качестве младшего репортёра дублинской газеты Saunders's News-Letter. В 1870 году он переехал в Лондон и был назначен помощником редактора в The Daily Telegraph, получив должность благодаря владению французским и немецким языками, что было актуально в условиях идущей в то время Франко-прусской войны. Позже О'Коннор стал лондонским корреспондентом New York Herald.
Т. П. О'Коннор основал и был первым редактором нескольких периодических изданий: вечерней газеты The Star (1888—1960), Weekly Sun (1891), The Sun (1893), журналов Mainly About People (M.A.P.; 1898—1911) и T.P.'s Weekly (1902—1916 и 1923—1929). Он был членом Института дипломированных журналистов, старейшей в мире журналистской организации. В 1940 году Институт в память об О'Конноре учредил благотворительный фонд, названный в его честь.
Т. П. О'Коннор автор ряда книг, в том числе, биографий консервативного премьер-министра лорда Биконсфильда (1879) и Наполеона (1896).

### Карьера политика
В 1879 году О'Коннор выпустил нелестную биографию тогдашнего премьер-министра-консерватора Бенджамина Дизраэли, тем самым обратив на себя внимание оппонентов Консервативной партии. Ему предложили баллотироваться в британский парламент в качестве кандидата от Либеральной партии. Однако, О'Коннор решил баллотироваться от ирландской националистической партии Лига гомруля, не сразу, но всё же поддавшись убеждениям Чарльз Стюарт Парнелл, вскоре ставший лидером партии. В 1880 году О'Коннор принял участие в парламентских выборах в Голуэе. Несмотря на противодействие ирландских католических священнослужителей выбору, по общему мнению, агностика О'Коннора в качестве кандидата от ирландских националистов, он выиграл и стал членом парламента — якобы при поддержке Ирландского республиканского братства — из-за его открытой поддержки идеалов Ирландской национальной земельной лиги. К тому времени он уже 10 лет был постоянным жителем Лондона, говорил с лондонским акцентом, обычно не выступал на митингах Земельной лиги, но был назначен Парнеллом в исполнительный комитет Земельной лиги. Также О'Коннор совершил четыре визита в США, чтобы собрать средства для партии среди политически активных ирландских американцев.
На следующих выборах в 1885 году О'Коннор был избран сразу от двух избирательных округов, Голуэй и недавно образованном Ливерпуль-Скотленд, в котором проживало большое количество ирландцев. В результате он сделал выбор в пользу Ливерпуля и представлял этот округ в Палате общин с 1885 года до своей смерти в 1929 году. О'Коннор единственный британский депутат от ирландских националистов, когда-либо избранный за пределами острова Ирландия. Даже после самопровозглашения независимой Ирландской Республики в начале 1919 года и создания по договору 1921 года квазинезависимого Ирландского Свободного государства в конце 1922 года О'Коннор пять раз безальтернативно переизбирался в Ливерпуле как кандидат Ирландской националистической партии, сохранив свой мандат на выборах 1918, 1922, 1923, 1924 и 1929 годов.
С 1905 года О'Коннор входил в центральное руководство Объединённой ирландской лиги, основанной в январе 1898 года. Хотя в последние годы его часто критиковали за дистанцирование от ирландской общины, О'Коннор оставался самым видным ирландским националистическим политиком в Великобритании и поддерживал близкие отношения с каждым последующим правительством, в частности с Дэвидом Ллойд Джорджем. В течение большей части своего времени в парламенте он писал ежевечерние очерки заседаний для Pall Mall Gazette. О'Коннор был очень популярной и уважаемой фигурой среди депутатов от всех партий.
В начале XX века широкое распространение получило пиратское издание нот, лишавшее популярных музыкальных авторов заработка. Недобросовестные торговцы нотами покупали легально изданные ноты, копировали их и перепродавали, часто за половину цены оригинала. В августе 1906 года О'Коннор сыграл важную роль в принятии парламентом Акта об авторском праве на музыку 1906 года, также известного как Билль Т. П. О'Коннора, который позволял ассоциациям музыкальных издательств конфисковывать незаконно изданные ноты. Исторический музыкальный фильм «Я буду вашим возлюбленным» (1945), снятый по заказу британского Министерства информации, основан на событиях того времени.
О'Коннор поддерживал Ирландскую ассоциацию реформ и к 1910-м годам пришёл к принятию неизбежности раздела Ирландии на протестантскую Северную и католическую Южную. Вызвав восхищение даже лидера ольстерских юнионистов сэра Эдварда Карсона, он сыграл ведущую роль в Ирландском конвенте в 1917 году. Тем временем, Ирландская парламентская партия, которую много лет О'Коннор представлял в парламента, фактически прекратила своё существование после убедительной победы Шинн Фейн в 1918 году, и с тех пор О'Коннор фактически был независимым депутатом, лишь формально выступая как кандидат Националистической партии. С начала 1910-х годов он объединял ирландцев в Великобритании вокруг Лейбористской партии. 13 апреля 1920 года О'Коннор предупредил Палату общин, что смерть Томаса Эша во время голодовки не только оживит общественное мнение в Ирландии, но и объединит всех ирландцев в оппозиции британскому правлению. Незадолго до выборов в Северной Ирландии 1921 года О'Коннор ясно выразил своё отношение к участию националистов в работе парламенте Северной Ирландии: «… националисты полны решимости не давать даже фигового листка респектабельности всему этому гнилому соглашению, посещая [северный] парламент». Тем не менее, он поддержал англо-ирландский договор 1921 года, хотя впоследствии обращался к британскому правительству с просьбой смягчить его требование о существенном вкладе от недавно созданного Ирландского Свободного государства в имперскую казну.
C 1916 по 1929 год О'Коннор был президентом Британского совета по киноцензуре (англ. British Board of Film Censors).
В декабре 1918 года, после отставки либерал-лейбористского депутата Томаса Берта, О'Коннор стал «отцом Палаты общин», удостоившись этого звания за самую длительную непрерывную службу в нижней палате британского парламента.
В 1924 году О'Коннор был назначен в Тайный совет первым лейбористским правительством. Однако он отклонил предложение Ллойд Джорджа о наследственном баронстве, считая Палату лордов элитарным институтом. В 1928 году, в свой восьмидесятый день рождения, О'Коннор был приглашен на обед к королю Георгу V. Даже будучи прикован к инвалидному креслу, он посещал парламентские дебаты до самой своей смерти.

### Смерть
В 1929 году Томас Пауэр О’Коннор тяжело заболел; в Палате общин для него была собрана значительная денежная сумма. 18 ноября 1929 года он скончался в своей квартире в Вестминстере (Лондон) и был похоронен на Католическом кладбище Девы Марии в Северном Кенсингтоне (лондонский боро Брент). Почти 90 лет, до сэра Джеральда Кауфмана в 2017 году, О'Коннор был последним «отцом палаты», который умер в качестве действующего депутата.

## Электоральная история
Округ Голуэй (двухмандатный)
- 1880 — 2-е место из 3 (487 голосов, 33,2 %)

Округ Ливерпуль—Скотленд
- 1885 — 1-е место из 2 (2724 голоса, 64,9 %)
- 1886 — 1-е место из 2 (2911 голосов, 67,0 % ▲ 2,1 п.п.)
- 1892 — 1-е место из 2 (2537 голосов, 65,3 % ▼ 1,7 п.п.)
- 1895 — 1-е место из 2 (2089 голосов, 59,0 % ▼ 6,3 п.п.)
- 1900 — 1-е место из 2 (2044 голоса, 57,9 % ▼ 1,1 п.п.)
- 1906 — 1-е место из 2 (2808 голосов, 71,5 % ▲ 13,6 п.п.)
- Январь 1910 — 1-е место из 2 (2943 голоса, 79,1 % ▲ 7,6 п.п.)
- Декабрь 1910 — 1-е место из 2 (2458 голосов, 78,1 % ▼ 1,0 п.п.)

В 1918, 1922, 1923, 1924 и 1929 годах О'Коннор получал мандат без голосования, не имея соперников.

## Личная жизнь
В 1885 году О'Коннор женился на американке Элизабет Говард (урождённой Паскаль), писательнице и драматурге из Техаса (США), отцом которой был член Верховного суда штата Арканзас Джордж У. Паскаль. Элизабет Говард была членом организации суфражисток Женская лига свободы. В 1909 году она была соредактором первого выпуска газеты The Vote, печатного органа лиги. При этом, у Т. П. О'Коннора была неоднозначная история поддержки женского избирательного права. Если в 1909 году он голосовал за законопроект об избирательном праве для женщин, то в 1913 году был против другого законопроекта. Это было общим для большинства депутатов от ирландских националистов, которые не были готовы рисковать гомрулем ради ещё одного спорного вопроса в сложный период перед Первой мировой войной. Детей у пары не было, они редко жили вместе и окончательно расстались незадолго до начала Первой мировой войны; однако оставались женатыми до смерти Т. П. О'Коннора.